# 厂溪镇
厂溪镇，是中华人民共和国四川省达州市宣汉县下辖的一个乡镇级行政单位。
2015年，宣汉县撤销厂溪乡，设立厂溪镇，以原厂溪乡所属行政区域为厂溪镇的行政区域。

## 行政区划
厂溪镇下辖以下地区：
万缘社区、三角坝村、燕窝岩村、双山村、黑石村、转角村、老林村、柏坪村、四路村、青岗村、梨子村、朝天村、板寨村和井沟村。